# Rhynchosia monticola
Rhynchosia monticola är en ärtväxtart som beskrevs av John Wesley Grear. Rhynchosia monticola ingår i släktet Rhynchosia och familjen ärtväxter. Inga underarter finns listade i Catalogue of Life.